# Qualificazioni al campionato mondiale di calcio 2026 - CONMEBOL
La zona sudamericana delle qualificazioni al campionato mondiale di calcio 2026 vedrà le squadre in competizione per i 6-7 posti (6 posti più un posto allo spareggio intercontinentale) assegnati al continente nella fase finale in Canada, Stati Uniti e Messico.

## Regolamento
Come nelle precedenti edizioni a partire dal 1998, le 10 squadre partecipanti sono inserite in un unico girone, con partite di andata e ritorno. Con l'estensione a 48 nazionali a partire dal Mondiale di calcio 2026, nel girone sudamericano otterranno l'accesso diretto alla fase finale del torneo le prime 6 squadre classificate (e non più le prime 4), mentre la 7ª classificata del gruppo prenderà parte allo spareggio intercontinentale. Il 22 agosto 2022 la CONMEBOL ha inviato alla FIFA la richiesta di mantenere il solito formato di qualificazione a girone unico: la richiesta è stata accolta, e le prime partite si sono giocate a settembre 2023.
Prima dell'inizio della competizione di qualificazione, l'Ecuador è stato penalizzato di 3 punti per aver falsificato i documenti di nascita di Byron Castillo nelle precedenti qualificazioni ai Mondiali 2022.

## Classifica
| Pos. | Squadra      | Pt | G  | V  | N | P  | GF | GS | DR  |
| ---- | ------------ | -- | -- | -- | - | -- | -- | -- | --- |
| 1.   | Argentina    | 35 | 16 | 11 | 2 | 3  | 28 | 9  | +19 |
| 2.   | Ecuador (-3) | 25 | 16 | 7  | 7 | 2  | 13 | 5  | +8  |
| 3.   | Brasile      | 25 | 16 | 7  | 4 | 5  | 21 | 16 | +5  |
| 4.   | Uruguay      | 24 | 16 | 6  | 6 | 4  | 19 | 12 | +7  |
| 5.   | Paraguay     | 24 | 16 | 6  | 6 | 4  | 13 | 10 | +3  |
| 6.   | Colombia     | 22 | 16 | 5  | 7 | 4  | 19 | 15 | +4  |
| 7.   | Venezuela    | 18 | 16 | 4  | 6 | 6  | 15 | 19 | -4  |
| 8.   | Bolivia      | 17 | 16 | 5  | 2 | 9  | 16 | 32 | -16 |
| 9.   | Perù         | 12 | 16 | 2  | 6 | 8  | 6  | 17 | -11 |
| 10.  | Cile         | 10 | 16 | 2  | 4 | 10 | 9  | 24 | -15 |

Legenda: 

         Qualificate direttamente al campionato del mondo 2026
         Qualificata al play-off interzona
Note:
3 punti per ogni vittoria, 1 per ogni pareggio, 0 per ogni sconfitta.
Ecuador: -3 punti.

## Risultati

### 1ª giornata
| Ciudad del Este 7 settembre 2023, ore 18:30 UTC-4 | Paraguay | 0 – 0 referto | Perù | Stadio Antonio Aranda (16 211 spett.)\| Arbitro: \| Matonte \| |
| Arbitro:                                          | Matonte  |               |      |                                                                |

| Arbitro: | Daronco |

|           |           |  |
| Borré 46’ | Marcatori |  |

| Arbitro: | Roldán |

|           |           |  |
| Messi 78’ | Marcatori |  |

| Arbitro: | Herrera |

|                                    |           |           |
| De La Cruz 38’, 71’ Valverde 45+2’ | Marcatori | 74’ Vidal |

| Arbitro: | Benítez |

|                                                 |           |            |
| Rodrygo 24’, 53’ Raphinha 47’ Neymar 61’, 90+3’ | Marcatori | 78’ Ábrego |

### 2ª giornata
| Arbitro: | Ostojich |

|  |           |                                           |
|  | Marcatori | 31’ Fernández 42’ Tagliafico 83’ González |

| Arbitro: | Sampaio |

|                   |           |              |
| Torres 45+5’, 61’ | Marcatori | 38’ Canobbio |

| Arbitro: | Rojas |

|                     |           |  |
| Rondón 90+3’ (rig.) | Marcatori |  |

| Santiago del Cile 12 settembre 2023, ore 18:00 UTC-3 | Cile       | 0 – 0 referto | Colombia | Stadio Monumental David Arellano (22 153 spett.)\| Arbitro: \| Valenzuela \| |
| Arbitro:                                             | Valenzuela |               |          |                                                                              |

| Arbitro: | Rapallini |

|  |           |                |
|  | Marcatori | 90’ Marquinhos |

### 3ª giornata
| Arbitro: | Maza |

|                            |           |                                |
| J. Rodríguez 35’ Uribe 52’ | Marcatori | 47’ Olivera 90+1’ (rig.) Núñez |

| Arbitro: | Garay |

|             |           |                             |
| Ramallo 83’ | Marcatori | 45’ Páez 90+6’ K. Rodríguez |

| Arbitro: | Claus |

|             |           |  |
| Otamendi 3’ | Marcatori |  |

| Arbitro: | Roldán |

|                        |           |  |
| Valdés 74’ Núñez 90+1’ | Marcatori |  |

| Arbitro: | Ortega |

|             |           |           |
| Gabriel 50’ | Marcatori | 85’ Bello |

### 4ª giornata
| Arbitro: | de Souza |

|                                     |           |  |
| Soteldo 45+1’ Rondón 72’ Machis 79’ | Marcatori |  |

| Arbitro: | Tejera |

|              |           |  |
| Sanabria 69’ | Marcatori |  |

| Quito 17 ottobre 2023, ore 18:30 UTC-5 | Ecuador | 0 – 0 referto | Colombia | Stadio Rodrigo Paz Delgado (38 702 spett.)\| Arbitro: \| Tello \| |
| Arbitro:                               | Tello   |               |          |                                                                   |

| Arbitro: | Herrera |

|                          |           |  |
| Núñez 42’ de la Cruz 77’ | Marcatori |  |

| Arbitro: | Valenzuela |

|  |           |                |
|  | Marcatori | 32’, 42’ Messi |

### 5ª giornata
| Arbitro: | Guerrero |

|                         |           |  |
| H. Vaca 20’ R. Vaca 87’ | Marcatori |  |

| Maturín 16 novembre 2023, ore 18:00 UTC-4 | Venezuela | 0 – 0 referto | Ecuador | Stadio Monumental (51 083 spett.)\| Arbitro: \| Benítez \| |
| Arbitro:                                  | Benítez   |               |         |                                                            |

| Arbitro: | Matonte |

|                    |           |               |
| Luis Diaz 75’, 79’ | Marcatori | 4’ Martinelli |

| Arbitro: | Roldán |

|  |           |                      |
|  | Marcatori | 41’ Araújo 87’ Núñez |

| Santiago del Cile 16 novembre 2023, ore 21:30 UTC-3 | Cile      | 0 – 0 referto | Paraguay | Stadio Monumental David Arellano (30 076 spett.)\| Arbitro: \| Rapallini \| |
| Arbitro:                                            | Rapallini |               |          |                                                                             |

### 6ª giornata
| Arbitro: | Valenzuela |

|  |           |                  |
|  | Marcatori | 11’ (rig.) Borré |

| Arbitro: | Ortega |

|                                    |           |  |
| Núñez 15’, 71’ Villamíl 39’ (aut.) | Marcatori |  |

| Arbitro: | Daronco |

|          |           |  |
| Mena 21’ | Marcatori |  |

| Arbitro: | Maza |

|  |           |              |
|  | Marcatori | 63’ Otamendi |

| Arbitro: | Herrera |

|           |           |              |
| Yotun 17’ | Marcatori | 54’ Savarino |

### 7ª giornata
| Arbitro: | Roldán |

|                                                           |           |  |
| Vaca 13’ Algarañaz 45+5’ (rig.) Terceros 46’ Monteiro 89’ | Marcatori |  |

| Arbitro: | Valenzuela |

|                                           |           |  |
| Mac Allister 48’ Álvarez 84’ Dybala 90+1’ | Marcatori |  |

| Montevideo 6 settembre 2024, ore 20:30 UTC-3 | Uruguay | 0 – 0 referto | Paraguay | Stadio del Centenario (47 741 spett.)\| Arbitro: \| Herrera \| |
| Arbitro:                                     | Herrera |               |          |                                                                |

| Arbitro: | Tello |

|             |           |  |
| Rodrygo 30’ | Marcatori |  |

| Arbitro: | Ostojich |

|             |           |          |
| Callens 68’ | Marcatori | 82’ Diaz |

### 8ª giornata
| Arbitro: | Maza |

|                                     |           |                |
| Mosquera 25’ J.Rodríguez 60’ (rig.) | Marcatori | 48’ N.González |

| Arbitro: | Benítez |

|            |           |                              |
| Vargas 39’ | Marcatori | 13’ Algarañaz 45+1’ Terceros |

| Arbitro: | Rojas |

|              |           |  |
| Valencia 54’ | Marcatori |  |

| Maturín 10 settembre 2024, ore 18:00 UTC-4 | Venezuela | 0 – 0 referto | Uruguay | Stadio Monumental di Maturín (50 000 spett.)\| Arbitro: \| Claus \| |
| Arbitro:                                   | Claus     |               |         |                                                                     |

| Arbitro: | Matonte |

|              |           |  |
| D. Gómez 20’ | Marcatori |  |

### 9ª giornata
| Arbitro: | Sampaio |

|              |           |  |
| Terceros 58’ | Marcatori |  |

| Quito 10 ottobre 2024, ore 16:00 UTC-5 | Ecuador | 0 – 0 referto | Paraguay | Stadio Rodrigo Paz Delgado (31 000 spett.)\| Arbitro: \| Claus \| |
| Arbitro:                               | Claus   |               |          |                                                                   |

| Arbitro: | Tejera |

|            |           |              |
| Rondón 65’ | Marcatori | 13’ Otamendi |

| Arbitro: | Herrera |

|           |           |                                |
| Vargas 2’ | Marcatori | 45+1’ I. Jesus 89’ L. Henrique |

| Arbitro: | Tello |

|            |           |  |
| Araujo 88’ | Marcatori |  |

### 10ª giornata
| Arbitro: | Valenzuela |

|                                                 |           |  |
| Sánchez 34’ Díaz 52’ Durán 82’ Sinisterra 90+3’ | Marcatori |  |

| Arbitro: | Maza |

|                   |           |              |
| Sanabria 59’, 74’ | Marcatori | 25’ Aramburu |

| Montevideo 15 ottobre 2024, ore 20:30 UTC-3 | Uruguay | 0 – 0 referto | Ecuador | Stadio del Centenario (27 112 spett.)\| Arbitro: \| Garay \| |
| Arbitro:                                    | Garay   |               |         |                                                              |

| Arbitro: | Ortega |

|                                                               |           |  |
| Messi 19’, 84’, 86’ La. Martínez 45’ Álvarez 45+3’ Almada 69’ | Marcatori |  |

| Arbitro: | Ostojich |

|                                                          |           |  |
| Raphinha 38’ (rig.), 54’ (rig.) Pereira 71’ Henrique 74’ | Marcatori |  |

### 11ª giornata
| Arbitro: | Rojas |

|             |           |              |
| Segovia 46’ | Marcatori | 43’ Raphinha |

| Arbitro: | Daronco |

|                           |           |                  |
| Sanabria 19’ Alderete 47’ | Marcatori | 11’ La. Martínez |

| Arbitro: | Ramírez |

|                                              |           |  |
| Valencia 26’ (rig.) Plata 28’, 49’ Minda 61’ | Marcatori |  |

| Arbitro: | Ortega |

|                                              |           |                          |
| Sánchez 57’ (aut.) Aguirre 60’ Ugarte 90+13’ | Marcatori | 31’ Quintero 90+6’ Gómez |

| Lima 15 novembre 2024, ore 20:30 UTC-5 | Perù    | 0 – 0 referto | Cile | Stadio Nazionale del Perù (47 122 spett.)\| Arbitro: \| Sampaio \| |
| Arbitro:                               | Sampaio |               |      |                                                                    |

### 12ª giornata
| Arbitro: | Matonte |

|                              |           |                          |
| Vaca 15’ Terceros 80’ (rig.) | Marcatori | 71’ Almirón 90+1’ Enciso |

| Arbitro: | Ostojich |

|  |           |             |
|  | Marcatori | 7’ Valencia |

| Arbitro: | Roldán |

|                  |           |  |
| La. Martínez 55’ | Marcatori |  |

| Arbitro: | Tello |

|                                              |           |                          |
| Vargas 20’ Rincón 29’ (aut.) Cepeda 38’, 47’ | Marcatori | 13’ Savarino 22’ Ramírez |

| Arbitro: | Maza |

|            |           |              |
| Gerson 62’ | Marcatori | 55’ Valverde |

### 13ª giornata
| Arbitro: | Claus |

|              |           |  |
| Alderete 60’ | Marcatori |  |

| Arbitro: | Herrera |

|                                       |           |          |
| Raphinha 6’ (rig.) Vinícius Jr. 90+9’ | Marcatori | 41’ Diaz |

| Arbitro: | Pérez |

|                                  |           |                     |
| Polo 37’ Guerrero 45’ Flores 82’ | Marcatori | 58’ (rig.) Terceros |

| Arbitro: | Abatti |

|                   |           |             |
| Valencia 39’, 46’ | Marcatori | 90+1’ Cádiz |

| Arbitro: | Benítez |

|  |           |            |
|  | Marcatori | 68’ Almada |

### 14ª giornata
| El Alto 25 marzo 2025, ore 16:00 UTC-4 | Bolivia | 0 – 0 referto | Uruguay | Estadio Municipal de El Alto (10 723 spett.)\| Arbitro: \| Aragón \| |
| Arbitro:                               | Aragón  |               |         |                                                                      |

| Arbitro: | Tello |

|                   |           |                         |
| Díaz 1’ Durán 13’ | Marcatori | 45+4’ Alonso 62’ Enciso |

| Arbitro: | Garay |

|                   |           |  |
| Rondón 41’ (rig.) | Marcatori |  |

| Arbitro: | Rojas |

|                                                       |           |           |
| Álvarez 4’ Fernández 12’ Mac Allister 37’ Simeone 71’ | Marcatori | 26’ Cunha |

| Santiago del Cile 25 marzo 2025, ore 21:00 UTC-4 | Cile   | 0 – 0 referto | Ecuador | Stadio nazionale Julio Martínez Prádanos (38 996 spett.)\| Arbitro: \| Tejera \| |
| Arbitro:                                         | Tejera |               |         |                                                                                  |

### 15ª giornata
| Arbitro: | Herrera |

|                               |           |  |
| Galarza 13’ Enciso 81’ (rig.) | Marcatori |  |

| Guayaquil 5 giugno 2025, ore 18:00 UTC-5 | Ecuador | 0 – 0 referto | Brasile | Stadio Monumental Isidro Romero Carbo (59 283 spett.)\| Arbitro: \| Maza \| |
| Arbitro:                                 | Maza    |               |         |                                                                             |

| Arbitro: | Valenzuela |

|  |           |             |
|  | Marcatori | 16’ Álvarez |

| Barranquilla 6 giugno 2025, ore 15:30 UTC-5 | Colombia | 0 – 0 referto | Perù | Stadio metropolitano Roberto Meléndez (43 933 spett.)\| Arbitro: \| Sampaio \| |
| Arbitro:                                    | Sampaio  |               |      |                                                                                |

| Arbitro: | Falcón Pérez |

|                              |           |  |
| Cuéllar 5’ (aut.) Rondón 30’ | Marcatori |  |

### 16ª giornata
| Arbitro: | Ostojich |

|                          |           |  |
| Terceros 5’ Monteiro 90’ | Marcatori |  |

| Arbitro: | Claus |

|                               |           |  |
| Aguirre 43’ De Arrascaeta 47’ | Marcatori |  |

| Arbitro: | Benítez |

|            |           |          |
| Almada 81’ | Marcatori | 24’ Díaz |

| Arbitro: | Tello |

|                  |           |  |
| Vinícius Jr. 43’ | Marcatori |  |

| Lima 10 giugno 2025, ore 20:30 UTC-5 | Perù  | 0 – 0 referto | Ecuador | Stadio Nazionale del Perù (33 749 spett.)\| Arbitro: \| Rojas \| |
| Arbitro:                             | Rojas |               |         |                                                                  |

### 17ª giornata
| Montevideo 4 settembre 2025, ore 20:30 UTC-3 | Uruguay | – referto | Perù | Stadio del Centenario |

| Barranquilla 4 settembre 2025, ore 18:30 UTC-5 | Colombia | – referto | Bolivia | Stadio metropolitano Roberto Meléndez |

| Asunción 4 settembre 2025, ore 20:30 UTC-3 | Paraguay | – referto | Ecuador | Stadio Defensores del Chaco |

| Buenos Aires 4 settembre 2025, ore 20:30 UTC-3 | Argentina | – referto | Venezuela | Stadio Monumental |

| Rio de Janeiro 4 settembre 2025, ore 21:30 UTC-3 | Brasile | – referto | Cile | Stadio Maracanã |

### 18ª giornata
| Guayaquil 9 settembre 2025, ore 18:00 UTC-5 | Ecuador | – referto | Argentina | Stadio Monumental Isidro Romero Carbo |

| Lima 9 settembre 2025, ore 18:30 UTC-5 | Perù | – referto | Paraguay | Stadio Nazionale del Perù |

| Maturín 9 settembre 2025, ore 19:30 UTC-4 | Venezuela | – referto | Colombia | Stadio Monumental di Maturín |

| El Alto 9 settembre 2025, ore 19:30 UTC-4 | Bolivia | – referto | Brasile | Estadio Municipal de El Alto |

| Santiago del Cile 9 settembre 2025, ore 20:30 UTC-3 | Cile | – referto | Uruguay | Stadio nazionale Julio Martínez Prádanos |

## Statistiche

### Classifica marcatori
Aggiornata al 10 giugno 2025.
7 gol
- Luis Díaz

6 gol
- Miguel Terceros (2 rig.)
- Lionel Messi

5 gol
- Raphinha (3 rig.)
- Darwin Núñez (1 rig.)

- Enner Valencia (1 rig.)

- Salomón Rondón (2 rig.)

4 gol
- Julián Álvarez
- Antonio Sanabria

3 gol
- Lautaro Martínez
- Nicolás Otamendi
- Thiago Almada

- Rodrygo Goes
- Eduardo Vargas

- Julio César Enciso (1 rig.)
- Nicolás De La Cruz

2 gol
- Enzo Fernández
- Nicolás González
- Alexis Mac Allister
- Carmelo Algarañaz
- Ramiro Vaca

- Vinícius Júnior
- Luiz Henrique
- Neymar
- Lucas Cepeda
- Jhon Durán
- James Rodríguez (1 rig.)
- Rafael Santos Borré (1 rig.)

- Gonzalo Plata
- Félix Torres
- Omar Alderete
- Federico Valverde
- Jefferson Savarino

1 gol
- Paulo Dybala
- Giuliano Simeone
- Nicolás Tagliafico
- Víctor Ábrego
- Enzo Monteiro
- Rodrigo Ramallo
- Ervin Vaca
- Henry Vaca
- Matheus Cunha
- Gerson
- Igor Jesus
- Gabriel Magalhães
- Marquinhos
- Gabriel Martinelli
- Andreas Pereira
- Marcelino Núñez

- Diego Valdés
- Arturo Vidal
- Carlos Andrés Gómez
- Yerson Mosquera
- Juan Fernando Quintero
- Davinson Sánchez
- Luis Sinisterra
- Mateus Uribe
- Ángel Mena
- Alan Minda
- Kendry Páez
- Kevin Rodríguez
- Miguel Almirón
- Júnior Alonso
- Matías Galarza
- Diego Gómez
- Miguel Araujo

- Alexander Callens
- Édison Flores
- Paolo Guerrero
- Andy Polo
- Yoshimar Yotún
- Rodrigo Aguirre
- Ronald Araújo
- Agustín Canobbio
- Mathías Olivera
- Manuel Ugarte
- Jon Aramburu
- Eduard Bello
- Jhonder Cádiz
- Darwin Machís
- Rubén Alejandro Ramírez
- Telasco Segovia
- Yeferson Soteldo

Autogol
- Gabriel Villamíl (1, pro  Uruguay)

- Davinson Sánchez (1, pro  Uruguay)

- Tomás Rincón (1, pro  Cile)

- Héctor Cuéllar (1, pro  Venezuela)